# 이선영 (1982년)
이선영(李善英, 1982년 2월 22일 ~ )은 대한민국의 한국방송공사 공채 前 아나운서 출신 방송인이다.

## 학력
- 이화여자대학교 정치외교학과 (2000학번 / 학사)

## 경력
- 2005년 3월 ~ 2025년 7월 31일: KBS 31기 공채 아나운서(KBS부산방송총국 지역근무)
- 2011년: 110 국민콜 홍보대사
- 2014년: 배우자 남편 박주창 씨와 결혼함
- 2021년 3월 8일 ~ 2022년 8월 26일 : 2TV 생생정보 여자 2명 중 1명 MC(정지원 아나운서, 남자 이재성 아나운서와 같이 진행했음)
- 2022년 8월 29일 ~ 2025년 3월 28일 : 2TV 생생정보 여자 2명 중 1명 MC(이각경 아나운서, 남자 강승화 아나운서와 같이 진행함.)

## TV 방송
| 연도        | 방송사 | 제목                                                     | 담당                                | 비고 |
| ----------- | ------ | -------------------------------------------------------- | ----------------------------------- | --- |
| 2005        | KBS1   | 아침마당                                                 | 출연                                | 해피타임 편 출연 - 공채 31기 아나운서 새내기, 2005년 3월 3일 |
| 2006        | KBS2   | 투데이 스포츠                                            | 진행                                | 2006년 4월 3일 ~ 2007년 11월 2일 |
| 2006        | KBS2   | 스펀지                                                   | 출연                                | 2006년 5월 27일 |
| 2006        | KBS1   | 반세기만의 귀향 당신을 찾습니다                          | 진행                                | 2006년 6월 6일 |
| 2006        | KBS2   | 월드컵 하프타임                                          | 진행                                | 2006년 6월 15일 |
| 2006        | KBS2   | 비타민                                                   | 게스트                              | 2006년 7월 16일, 2006년 7월 23일, 2006년 7월 30일, 2006년 8월 6일, 2006년 8월 13일, 2006년 8월 20일, 2006년 8월 27일, 2006년 9월 3일, 2006년 9월 17일, 2006년 9월 24일, 2006년 10월 1일, 2006년 10월 15일, 2006년 10월 22일, 2006년 10월 29일, 2006년 11월 12일 |
| 2006        | KBS2   | 쇼 파워 비디오                                           | 패널                                | 2006년 10월 14일 ~ 2007년 4월 29일 |
| 2007        | KBS2   | 스타 골든벨                                              | 게스트                              | 2007년 1월 6일, 2007년 6월 2일 |
| 2007        | KBS2   | KBS 아침뉴스타임                                         | 출연                                | 2007년 1월 24일, 2007년 1월 25일, 2007년 1월 26일 |
| 2007        | KBS1   | 바른말 고운말                                            | 진행                                | 2007년 1월 26일 ~ 2015년 10월 8일 |
| 2007        | KBS1   | 사랑의 리퀘스트                                          | 게스트                              | 2007년 3월 3일 |
| 2007        | KBS2   | 스타 골든벨                                              | 게스트                              | 2007년 1월 6일, 2007년 6월 2일 |
| 2007        | KBS1   | 유유자작                                                 | 출연                                | 2007년 6월 29일 ~ 2007년 10월 26일 |
| 2007        | KBS1   | 생방송 현충일 특집 2007 반세기만의 귀향! 당신을 찾습니다 | 진행                                | 2007년 6월 6일 |
| 2007        | KBS2   | 특집 생방송 2007 슈퍼오디션 스타탄생                     | 진행                                | 2007년 8월 10일 |
| 2007        | KBS2   | 비타민                                                   | 게스트                              | 2007년 8월 12일 |
| 2007        | KBS1   | 한국사 전                                                | 출연                                | 2007년 9월 1일 |
| 2007        | KBS1   | 세상을 바꾸는 5분                                        | 패널                                | 2007년 9월 3일 |
| 2007        | KBS1   | 생방송 사미인곡                                          | 진행                                | 2007년 9월 20일 |
| 2007        | KBS1   | 2007 제19회 KBS 창작동요대회                             | 특별진행                            | 2007년 10월 27일 |
| 2007        | KBS2   | 해피선데이                                               | 게스트                              | 2007년 11월 11일 |
| 2007        | KBS1   | 생방송 심야토론                                          | 패널                                | 2007년 10월 7일 |
| 2007        | KBS1   | 이야기 발전소                                            | 패널                                | 2007년 12월 7일 ~ 2008년 3월 7일 |
| 2006 ~ 2007 | KBS1   | 쏙쏙 어린이 경제나라                                     | 진행                                | 2006년 8월 30일 ~ 2007년 4월 25일 |
| 2006 ~ 2007 | KBS1   | 가족오락관                                               | 게스트                              | |
| 2008 ~ 2009 | KBS1   | 가족오락관                                               | 진행                                | 2008년 4월 5일 ~ 2009년 4월 18일 |
| 2007 ~ 2008 | KBS1   | 누가누가 잘하나                                          | 진행                                | 2007년 5월 4일 ~ 2008년 11월 14일 |
| 2007 ~ 2009 | KBS2   | 주주클럽                                                 | 진행                                | 2007년 5월 20일 ~ 2009년 4월 19일 |
| 2008 ~ 2009 | KBS2   | 생방송 세상의 아침                                       | 진행                                | 2008년 4월 5일 ~ 2009년 1월 24일 |
| 2008        | KBS1   | 시사기획 쌈                                              | 패널                                | 2008년 1월 14일 |
| 2008        | KBS2   | 경제비타민                                               | 게스트                              | 2008년 2월 4일 |
| 2008        | KBS2   | 2008 내나라 여행박람회                                   | 진행                                | 2008년 2월 27일 |
| 2008        | KBS1   | 제 29회 근로자 가요제                                    | 진행                                | 2008년 5월 1일 |
| 2008        | KBS2   | KBS 8 아침뉴스타임                                       | 연예수첩 4번째 연예정보 알림이 역할 | 2008년 2월 18일 ~ 2008년 3월 28일 |
| 2008        | KBS1   | 한국사 전                                                | 출연                                | 2008년 6월 21일, 2008년 6월 28일 |
| 2008        | KBS2   | 스타 골든벨                                              | 게스트                              | 2008년 8월 16일 |
| 2008        | KBS2   | 좋은나라 운동본부                                        | 진행                                | 2008년 6월 11일 ~ 2008년 11월 12일 |
| 2008 ~ 2010 | KBS1   | 러브 인 아시아                                           | 진행                                | 2008년 11월 18일 ~ 2010년 5월 11일 |
| 2008        | KBS2   | 연예가중계                                               | 진행                                | 2008년 8월 2일 ~ 2008년 11월 15일 |
| 2009        | KBS1   | 비바! 점프볼                                             | 진행                                | 2009년 1월 5일 ~ 2009년 4월 13일 |
| 2009        | KBS1   | 아침마당                                                 | 게스트                              | <화요초대석> 1부-아나운서들이 간다!, 2009년 4월 28일 |
| 2009 ~ 2011 | KBS2   | 리빙쇼 당신의 여섯시                                     | 진행                                | 2009년 4월 20일 ~ 2011년 11월 3일 |
| 2011 ~ 2013 | KBS1   | 아침마당 - 토요일 가족이 부른다                          | 진행                                | 2011년 1월 1일 ~ 2013년 4월 6일 |
| 2011 ~ 2016 | KBS1   | 무엇이든 물어보세요                                      | 진행                                | 2011년 11월 7일 ~ 2016년 7월 1일 |
| 2011 ~ 2013 | KBS1   | 스카우트                                                 | 진행                                | 2011년 11월 9일 ~ 2013년 4월 3일 |
| 2013 ~ 2014 | KBS1   | 문화 책갈피                                              | 진행                                | 2013년 4월 14일 ~ 2014년 6월 2일 |
| 2015        | KBS1   | 나 출근 합니다                                           | 진행                                | 2015년 3월 22일 ~ 2015년 5월 10일 |
| 2017 ~ 2018 | KBS2   | VJ특공대                                                 | 진행                                | 2017년 5월 26일 ~ 2018년 6월 8일 |
| 2018 ~ 2019 | KBS2   | 그녀들의 여유만만                                        | 진행                                | 2018년 7월 16일 ~ 2019년 8월 23일 |
| 2018        | KBS1   | 명견만리 시즌 3                                          | 진행 내레이션                       | 2018년 8월 3일 ~ 2018년 11월 9일 |
| 2018        | KBS2   | 1 대 100                                                 | 100인 도전자                        | 2018년 10월 9일 535회(김보민 아나운서(2번 이상 재도전) 편) 전체 100명 중 1명의 도전자 |
| 2018        | KBS2   | KBS 경제타임                                             | 임시진행                            | 2018년 9월 27일 |
| 2019        | KBS1   | 6시 내고향                                               | 임시진행                            | 2019년 9월 16일 ~ 2019년 9월 27일 |
| 2020        | KBS1   | 6시 내고향                                               | 임시진행                            | 2020년 11월 24일 ~ 2020년 11월 27일 |
| 2020        | KBS2   | 2TV 생생정보                                             | 임시진행                            | 2020년 10월 19일 ~ 2020년 10월 23일 |
| 2020 ~ 2021 | KBS2   | 2TV 생생정보                                             | 임시진행                            | 2021년 2월 24일 ~ 2021년 3월 5일 |
| 2021 ~ 2025 | KBS2   | 2TV 생생정보                                             | 진행                                | 2021년 3월 8일 ~ 2025년 3월 28일 |
| 2021        | KBS2   | 빨강구두                                                 | 특별출연                            | 드라마, 2021년 7월 12일 |
| 2022        | KBS1   | KBS 뉴스 7 (KBS 1TV)                                     | 임시진행                            | 2022년 2월 11일 |
| 2022        | KBS2   | 영화가 좋다                                              | 임시진행                            | 2022년 6월 25일, 2022년 7월 2일, 2022년 10월 15일, 2022년 10월 22일 |
| 2023 ~ 2025 | KBS1   | 동행                                                     | 내레이션                            | 2023년 9월 23일 ~ 2025년 7월 26일 |

## 가족 관계
- 배우자: 박주창
  - 딸: 박소원

## 라디오 방송
| 연도 | 방송사        | 제목                   | 담당        | 비고                             |
| ---- | ------------- | ---------------------- | ----------- | -------------------------------- |
| 2018 | KBS 쿨FM      | 더 가까이 이선영입니다 | 진행        |                                  |
| 2019 | KBS 제1라디오 | 오늘 아침 1라디오      | 토요일 진행 | 2019년 9월 21일 ~ 2023년 3월 4일 |